# Григорьев, Василий Николаевич
Василий Николаевич Григорьев (1852, Москва — 5 февраля(?) 1925, Москва) — русский статистик, экономист, публицист народнического направления, деятель городского хозяйства.

## Биография
Окончил курс Инженерного училища, служил саперным офицером в Киевской губернии; поступив в Петровскую земледельческую академию, за подачу коллективного студенческого протеста в 1876 году административно выслан в Пудож. В 1870-е годы сотрудничал с известным славянофилом А. И. Кошелевым.
В 1880 году исследовал Павловские промыслы (Нижегородская губерния), затем 2 года заведовал статистическим отделом рязанского губернского земства, где работы были прекращены вследствие несогласия земских партий. С 1886 год по 1897 год заведовал статистическим отделом города Москвы.
С 1896 года состоял членом московской городской управы; принимал энергичное участие в разных делах городского хозяйства (по канализации, водопроводу, благотворительности, работному дому, расквартированию войск и др.). И в земской статистике, и в городской, Григорьев зарекомендовал себя как хороший организатор: его инициативе принадлежат многие приёмы собирания, сводки и обработки статистических сведений. В течение 13 лет Григорьев был деятельным членом статистического отделения московского юридического общества (закрытого в 1899 году).
Первая печатная работа Григорьева — «Кустарное замочно-ножевое производство Павловского района» (1881, в приложении к книге «Волга» В. Рогозина). По Рязанской губернии Григорьевым изданы 4 выпуска «Сборник стат. свед.». На основании материалов, собранных на местах, Григорьев напасал самую крупную свою работу: «Переселения крестьян Рязанской губернии» (1885), премированную Московским университетом. Из работ Григорьева по городской статистик особенно выдается «Хлебопекарный промысел и такса на хлеб в Москве» (1889). Затем, Григорьевым составлены 2 выпуска «Статистического атласа Москвы», «Отчёт о выработке норм для оценки жилых помещений», сведения о благотворительности, о торгово-пром. завод. за 1885-90 гг., о ломовом извозе, о приеме детей в училища. В 1897 году под редакцией Григорьева вышел «Сборник очерков по г. Москве». В течение ряда лет Григорьев фактически редактировал «Известия Городской Думы». Статьи Григорьева печатались в «Юридическом Вестнике», «Русской Мысли», «Русских Ведомостях» и «Настольном Словаре» Граната.
Близкий друг писателя Владимира Короленко по Петровско-Разумовской академии. Из-под ареста был освобожден и присутствовал на его похоронах.
Дочь Елена — в первом браке (1912—1920) замужем за экономистом А. В. Чаяновым. С 1920 — замужем за художником Алексеем Александровичем Рыбниковым.